# Andreas Heinrich Bucholtz

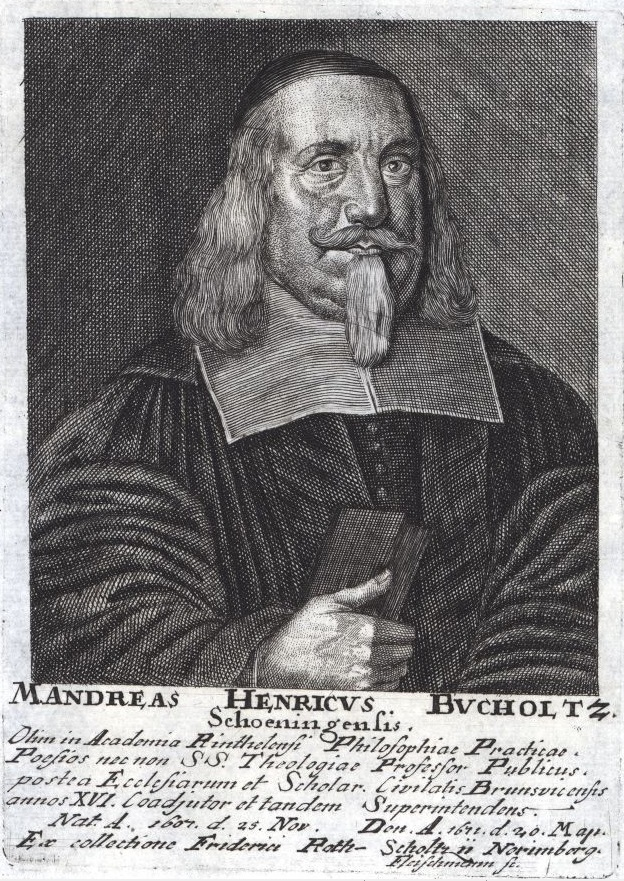
Andreas Heinrich Bucholtz (Kupferstich von August Christian Fleischmann (1704–1732))

Andreas Heinrich Bucholtz, auch latinisiert Andreas Henricus Bucholtz (* 25. November 1607 in Schöningen; † 20. Mai 1671 in Braunschweig), war ein deutscher lutherischer Theologe und Schriftsteller des Barock.

## Leben
Bucholtz war der Zwillingsbruder des Juristen Christoph Joachim Bucholtz und ein Sohn des Superintendenten von Schöningen Joachim Bucholtz (* in Brandenburg/Havel; † 8. März 1622) und dessen Frau Elisabeth Praetorius (* Frankfurt/Oder; † 11. Februar 1642). Nach anfänglichem Privatunterricht besuchte er ab 1618 die Schule in Hameln. Nach dem Tod des Vaters wurde er mit seinem Bruder nach Brandenburg an der Havel geschickt, wo sich sein Stiefgroßvater, der dortige Superintendent Joachim Garcaeus, um die Erziehung der Kinder kümmerte und beide die dortige Schule besuchten. Nachdem seine Großmutter Theodora Musculus († 1624) gestorben war, besuchte er ab 1624 die Schule in Magdeburg, die unter der Leitung des Rektors Sigismund Evenius stand. Da ihm das dortige Klima nicht behagte, kehrte er im Juni desselben Jahres nach Hameln zurück und ging kurz darauf nach Herford. Gemeinsam mit seinem Bruder bezog er am 19. September 1627 die Universität Wittenberg, wo er am 21. September 1630 den akademischen Grad eines Magisters der Philosophie erwarb.
Da seine Mutter es sich nicht leisten konnte, zwei Söhne auf einer Hochschule zu halten, verließ er am 3. Januar 1631 Wittenberg, um sich in Hameln als Privatlehrer zu verdingen. Dort wurde er 1632 Konrektor an der Stadtschule, studierte aber ab 1634 an der Universität Rostock Theologie. Er war dort zudem als Lehrer für Philosophie und Moral engagiert. 1637 wurde er Rektor des Gymnasiums in Lemgo (Grafschaft Lippe). Die Kriegswirren des Dreißigjährigen Krieges zwangen ihn 1639, nach Rinteln umzusiedeln. Dort wurde er 1641 an der Universität Rinteln Professor der Philosophie und Dichtkunst, 1645 auch außerordentlicher Professor der Theologie. Im Jahre 1647 wechselte er als Koadjutor in den Kirchendienst nach Braunschweig und wurde 1663 dort Superintendent und zugleich Kirchen- und Schulinspektor.
Bucholtz wurde durch seine Werke über Horaz bekannt, womit er zu dessen nachhaltiger Rezeption im Humanismus und Klassizismus in Deutschland als einem der bedeutendsten römischen Dichter der „Augusteischen Zeit“ beitrug. Als Romanautor traf Bucholtz den Zeitgeschmack mit seinen großen Heldenromanen, die mit Gelehrsamkeit und Frömmigkeit durchsetzt eine relativ breite Leserschaft fanden. Mit Lohenstein und anderen zählt er zu den Erneuerern der deutschen Romanliteratur des Barock und zu den Begründern des historischen Romans. 1659–1660 veröffentlichte er Herkules und Valiska, den ersten nicht auf ausländischen Vorbildern basierenden höfisch-historischen Roman der deutschen Literatur, um der seichten Unterhaltungsliteratur der Amadis-Romane durch eine christliche Moral entgegenzuwirken. Dennoch bietet dieser 1800 Seiten umfassende Kolossalroman kaum weniger blutrünstige Phantasie als die Konkurrenz. Sein zweiter Riesenroman, Herkuliskus und Herkuladisla von 1665, entbehrt der klaren Struktur des vorigen und verwirrt den Leser mit nicht weniger als 450 handelnden Personen.
Buchholtz hatte am 14. November 1646 in Hannover Katharina Magaretha von Windheim, die Tochter des Patriziers Georg von Windheim, geheiratet. Aus dieser Ehe sind zwei Söhne und zwei Töchter hervorgegangen. Der jüngste Sohn verstarb im Kindesalter.

## Werke (Auswahl)
- Verdeutschtes und mit kurtzen Noten erklärtes Odenbuch. (Übersetzung von Horaz’ Odarum liber), Rinteln 1639.
- Verteutschte und mit kurtzen Noten erklärte Poetereykunst. (Übersetzung von Horaz’ Ars poetica), Rinteln 1639.
- Weihnachtsfreude. Rinteln 1639.
- Adventsgesang. Rinteln 1640.
- Teutscher Poetischer Psalter Davids. Rinteln 1640
- Betrübtes und getröstetes Sion. Rinteln 1640 (gdz.sub.uni-goettingen.de).
- Alte und neue streitende Kirche. Rinteln 1642 (diglib.hab.de).
- Christliche Weihnachtsfreude und herzlicher Friedenswunsch. Rinteln 1643.
- Geistliche Teutsche Poemata. 2 Teile, Braunschweig 1651.
- Der frommen Kinder Gottes Zeitliches Leiden und ewige Herrligkeit. Braunschweig 1654 (Digitalisat).
- Einige und völlige Versöhnung Für der gantzen Welt Sünde Jesus Christus. In dem Trost-vollen Sprüchlein der ersten Epistel Johannis cap. II. v. 1,2. ...: Veranlasset Und Bey Volckreicher Leich-Begängnis Des … Valentini Rademachers/ Wolverdienten Pastoris emeriti in der Stadt Braunschweig … vorgetragen und erkläret. Braunschweig 1664 (diglib.hab.de).
- Des christlichen teutschen Gross-Fürsten Herkules und … Valiska Wunder-Geschichte. 2 Bände. Zilliger, Braunschweig 1659–1660 (Digitalisat und Volltext im Deutschen Textarchiv Band 1, Digitalisat und Volltext im Deutschen Textarchiv Band 2) (Nachdruck hrsg. v. Ulrich Maché, Bern 1973–1979)
- Des christlichen königlichen Fürsten Herkuliskus und Herkuladisla … Wunder-Geschichte. Braunschweig 1665 (Nachdruck hrsg. v. Ulrich Maché, Bern 1982)
- Hertzens Felß und Antheil Aller Kinder Gottes: Auß dem Trost- und Glaubens-Spruch/ Psalm. LXXIII. v. 25.26. Herr/ wenn ich nur dich habe/ [et]c. Veranlasset/ Und bey Ansehnlicher Volckreicher Leich-Begängniß/ Deß … Herren Joachim Lütgen/ Wolverdienten Bürgemeisters. Braunschweig 1665 (diglib.hab.de).
- Kräfftigster Glaubens-Trost. Braunschweig 1666 (Digitalisat)
- Grund- und Häupt-Ursach Warumb ein verständiger Evangelischer Christ nicht Römisch-Catholisch werden/ Sondern Evangelisch-Catholisch seyn und bleiben wil und muß: Nemlich/ Weil nur ein einiges Wort/ Die Heil. Schrifft/ Gottes Wort ist/ Die Tradition aber/ ... durchaus nicht Gottes Wort ist. Braunschweig 1671 (diglib.hab.de).